# 静岡県道389号水窪森線

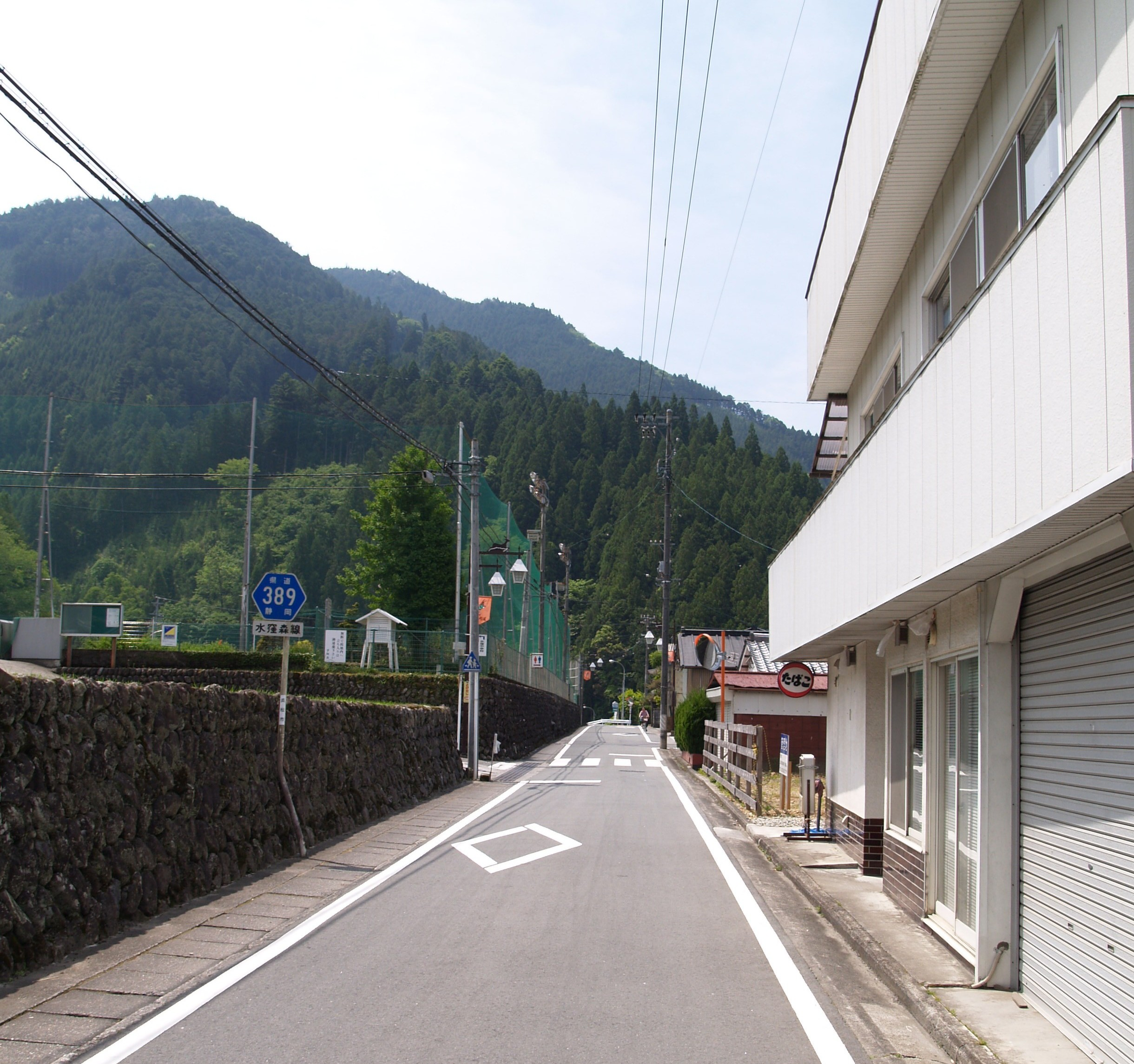
向市場駅付近（2010年5月）

静岡県道389号水窪森線（しずおかけんどう389ごう みさくぼもりせん）は、静岡県浜松市天竜区から周智郡森町を結ぶ一般県道である。
ほぼ全線に渡って1車線 - 1.5車線の狭路となっているほか、落石が多く危険なため、19時 - 翌5時30分までの時間帯は河内浦 - 門桁間と門桁 - 勝坂間で全面通行止めとなる。

## 概要

### 路線データ
- 陸上距離：68.6km
- 起点：浜松市天竜区水窪町（国道152号・静岡県道290号水窪羽ケ庄佐久間線交点）
- 終点：周智郡森町（静岡県道63号藤枝天竜線交点）

## 重複区間
- 国道362号・国道473号（9.1km）
- 静岡県道263号春野下泉停車場線（天竜区春野町石打松下 - 同区春野町牧野）

## 地理
水窪町から山住峠までの区間は、およそ600mの標高差があるが、斜面を一気に登るまたは下るため、走行時には一定の注意を要する。
門桁から小石間トンネル（小石間隧道）までの区間は、気田川に沿うような形となっている。その途中には明神峡という渓谷がある。

### 通過する自治体
- 静岡県
  - 浜松市（天竜区）
  - 周智郡森町

### 接続路線
起点から順に
- 国道152号・静岡県道290号水窪羽ケ庄佐久間線
- 国道362号・国道473号（重複区間）
- 静岡県道263号春野下泉停車場線
- 静岡県道63号藤枝天竜線